# Хадж-Омар
Хадж-Омар (*д/н —1639/1645 або 1657) — 28-й маї (володар) і султан Борну в 1619/1625—1639/1645 або 1639—1657 роках. Відомий також як Омар (Умар) III.

## Життєпис
Походив з Другої династії Сейфуа. Син маї Ідріса III. Посів трон після смерті брата Ібрагіма III за різними відомостями 1619, 1625 або 1639 року.
Припинив зовнішні походи, зосередившись на розвитку міст, господарства й культури. Саме в цей час столиця держави місто Нгазаргаму остаточно перетворюється на найбільший центр суданської мусульманської культури, змагаючись в цьому відношенні з Тімбукту і Кано. Разом з тим негативні тенденції, пов'язані з погіршенням клімату, все більше впливають на торгівлю, землеробство і скотарство Борну.
У 1642 році здійснив хадж до Мекки. Помер за різними відомостями 1639, 1645 або 1657 року. Висловлюється припущення, що 1645 року зробив співправителем сина Алі II, залишившись номінальним зверхником. Втім цьому протирічять відомості, що Алі II посів трон 1639 року.